# Anneliese: The Exorcist Tapes
Anneliese: The Exorcist Tapes o Paranormal Entity 3: The Exorcist Tapes es una película estadounidense de terror de 2011 de estilo documental dirigida por Jude Gerard Prest. Se basa en el verdadero exorcismo de Anneliese Michel, una joven alemana que se creía que estaba poseída. La película fue estrenada directa a video el 1 de marzo de 2011. Es también un Mockbuster de Paranormal Activity 3 y una de varias películas basadas en el exorcismo de Anneliese Michel, entre ellas El exorcismo de Emily Rose (2005) y Réquiem: el exorcismo de Micaela (2006).

## Reparto
- Gerold Wunstel como Pastor Ernest Alt.
- Kai Cofer como Dr. Frederick Gruber.
- Christopher Karl Johnson como Padre Renz.
- Nikki Muller como Anneliese Michel.
- Yaz Canli como Sandy.
- Robert Shampain como Dr. Kenneth Landers.
- Korey Simeone como Steve Parker.
- Annette Remter como Anna Michel.
- David Reynolds como Josef Michel.

## Lanzamiento
La película fue estrenada el 1 de marzo de 2011 en Estados Unidos. En Australia, la película fue lanzada en DVD el 21 de septiembre de 2011.